# 大青沟站
大青沟站，位于中华人民共和国内蒙古自治区通辽市科尔沁左翼后旗甘旗卡镇，是甘库铁路上的火车站，2012年1月15日启用，由中国铁路沈阳局集团有限公司通辽车务段管辖。

## 車站周邊
- 通辽大青沟嘉源假日酒店
- 科左后旗大青沟景宜园宾馆
- 金辉大酒店

## 歷史
- 2012年1月15日启用。[1]

## 外部連結
- 中国铁路客户服务中心（页面存档备份，存于）